# Anne Bancroft
Anne Bancroft, ursprungligen Anna Maria Louisa Italiano, född 17 september 1931 i Bronx i New York, död 6 juni 2005 i New York, var en amerikansk skådespelare.
Efter en del roller i TV gjorde hon filmdebut 1952 i Drama på hotell mot Marilyn Monroe och Richard Widmark. Hon medverkade i en del B-filmer och for sedan till New York och spelade på Broadway. Hon vann en Tony två år i rad: för Två på gungbrädet (1958) mot Henry Fonda och för Miraklet (1959) i rollen som den dövstumma och blinda Helen Kellers lärarinna Anne Sullivan.
Bancroft upprepade sin succéroll i Miraklet på filmduken och erhöll 1963 en Oscar som bästa skådespelerska. Hon nominerades ytterligare fyra gånger för en Oscar: för Fjärde gången gillt (1963), Mandomsprovet (1967) – hennes mest kända film, där hon i rollen som Mrs. Robinson förförde sin dotters pojkvän, spelad av Dustin Hoffman – samt Vändpunkten (1977) och Agnes av Gud (1985).
Åren 1953–1957 var hon gift med Martin A. May. Från 5 augusti 1964 och fram till sin död var hon gift med regissören och komediskådespelaren Mel Brooks; paret har en son, författaren Max Brooks.
Anne Bancroft dog i livmodercancer 2005. Hon är begravd på Kensico Cemetery i Valhalla, New York.

## Filmografi i urval
- 1952 – Drama på hotell
- 1962 – Miraklet
- 1967 – Fjärde gången gillt
- 1967 – Mandomsprovet
- 1977 – Det våras för stumfilmen
- 1977 – Jesus från Nasaret (TV-miniserie)
- 1977 – Vändpunkten
- 1980 – Elefantmannen
- 1983 – Det våras för Hamlet
- 1985 – Agnes av Gud
- 1993 – Kodnamn: Nina
- 1995 – Dracula – död men lycklig
- 1995 – Hur man gör ett amerikanskt lapptäcke
- 1997 – G.I. Jane
- 1998 – Antz (röst)
- 1999 – Deep in My Heart
- 2000 – Tro, hopp, kärlek
- 2001 – Heartbreakers